# Cazenave-Serres-et-Allens
 Cazenave-Serres-et-Allens  es una población y comuna francesa, en la región de Mediodía-Pirineos, departamento de Ariège, en el distrito de Foix y cantón de Tarascon-sur-Ariège.

## Demografía
El último censo fue en 1999, y el poblado contaba con 49 habitantes y una densidad de 3,16 hab/km².